# جنينة الأسماك (فلم)
جنينة الأسماك فيلم مصري عرض عام 2008 تأليف ناصر عبد الرحمن وإخراج يسري نصر الله.

## قصة الفيلم
تدور أحداث الفيلم في القاهرة من خلال شخصية مذيعة في الراديو «هند صبري» تقدم برنامجا ليلياً ناجحاً تستمع فيه إلى أسرار الناس الذين يتصلون بها طالبين نصحها ومساعدتها في عدد من المشاكل التي يواجهونها من دون أن يقولوا أسماءهم. تدور أحداث الفيلم في جزء منها داخل حديقة الأسماك في القاهرة حيث تلتقي شرائح مختلفة من المجتمع القاهري ليلاً وحيث يلتقي العشاق في ظلمات المكان لاعتقادهم بأنهم في منأى عن أعين المتطفلين.

## الممثلون
- هند صبري
- عمرو واكد
- جميل راتب
- باسم سمرة
- أحمد الفيشاوي
- درة
- آسر ياسين
- سماح أنور
- ليلى سامي
- دنيا مسعود
- مروة الصاوي
- يارا جبران
- تميم عبده
- سلوى محمد علي
- ريهام أيمن

## روابط خارجية
- مقالات تستعمل روابط فنية بلا صلة مع ويكي بيانات